# Helmut Lipfert
Helmut Lipfert (Lippelsdorf, 6 agosto 1916 – Einbeck, 10 agosto 1990) è stato un aviatore tedesco che prestò servizio nella Luftwaffe durante la seconda guerra mondiale. Asso dell'aviazione, fu l'ottavo miglior pilota tedesco al fronte orientale nonché il quindicesimo in assoluto per numero di vittorie (203, tutte al fronte orientale). Rivendicò inoltre, senza vederseli confermati, ulteriori 27 successi.

## Biografia
Helmut Lipfert nacque il 6 agosto 1916 a Lippelsdorf (Turingia). Inizialmente Arbeitdienstführer (sovrintendente al lavoro forzato dei prigionieri) e Unteroffizier delle Panzerwaffe (sergente dei reparti corazzati) dell'esercito tedesco, Lipfert passò alla Luftwaffe nel 1941 e iniziò ad addestrarsi come pilota di caccia.
Assegnato al 52º stormo caccia (Jagdgeschwader 52) il 16 dicembre 1942, il Leutnant Lipfert giunse a Simovniki, nell'Unione Sovietica, per prendere posto nella 6ª squadriglia del reparto (6./JG 52), nella quale ottenne il primo successo il 30 gennaio 1943 ai danni di un Lavochkin La-5. Il 25 giugno aveva già un totale di 10 vittorie, numero salito a 20 il 5 settembre, mese nel quale Lipfert assunse il comando della 6ª squadriglia. In ottobre registrò altre 18 vittorie, 21 a novembre e 16 a dicembre, arrivando dunque, per la fine del 1943, ad un totale di 80 abbattimenti di aerei sovietici. Dopo l'88ª vittoria, siglata il 25 gennaio 1944, Lipfert venne mandato in licenza, tornando al fronte solo alla fine di marzo. Il 5 aprile ricevette la Croce di Cavaliere della Croce di Ferro e, sei giorni dopo, abbatté il 100º nemico, mentre il 24 ottobre toccò quota 150.
Diventato capitano, a Lipfert venne affidato, il 15 febbraio 1945, il comando del I gruppo del 53º stormo caccia (I./JG 53) stanziato in Ungheria. Dopo aver conseguito la 200ª vittoria l'8 aprile, si meritò il 17 dello stesso mese le fronde di quercia da aggiungere alla Croce di Cavaliere per aver abbattuto il 203º nemico. Sciolto il gruppo di cui era a capo, Lipfert venne trasferito alla 7ª squadriglia del JG 52, dove rimase fino al termine della seconda guerra mondiale senza riscuotere ulteriori successi.
Nel dopoguerra divenne professore. Morì il 10 agosto 1990 a Einbeck (Bassa Sassonia).